# Nojim Maiyegun
Nojim Maiyegun (Lagos, Nigerija, 21. veljače 1944. – ?, 26. kolovoza 2024.) bio je nigerijski amaterski i profesionalni boksač. Osvajanjem bronce na Olimpijadi u Tokiju 1964. postao je prvi nigerijski sportaš koji je osvojio olimpijsku medalju za svoju zemlju (još od nigerijskog debija u Helsinkiju 1952.). U istoj težinskoj kategoriji (71 kg) osvojio je broncu i na Igrama Commonwealtha dvije godine nakon toga.
1971. godine preselio se u Austriju gdje je započeo profesionalnu boksačku karijeru. Ondje i danas živi a prema njegovim riječima volio bi posjetiti domovinu ali to nije moguće zbog njegove dobi i sljepoće zbog koje mu je potrebna pomoć.